# 真駒內屋內競技場
真駒內屋內競技場（日语：／ Makomanai Kyogijo）是一座位於日本札幌南區的室內滑冰體育館。興建於1970年12月，可容納11500人（10024個固定加臨時座位，1476個站位），總面積10,133平方米。1972年冬季奧林匹克運動會的閉幕式、花式滑冰、冰球部分賽事都於此舉行。
由北海道SEKISUI HEIM（北海道セキスイハイム）取得命名權，改稱為「真駒內SEKISUI HEIM冰上競技場」（日语：／ Makomanai Sekisui Haimu Aisu arina，英語：Makomanai Sekisui Heim Ice Arena）。

## 外部連結
- 官方网站（日語）

42°59′58″N 141°20′50.44″E / 42.99944°N 141.3473444°E